# Antonio Denarium
Antonio Oliverio Garcia de Almeida GOMM (Anápolis, 3 de março de 1964), mais conhecido como Antonio Denarium, é um empresário e político brasileiro, filiado ao Progressistas (PP). Atualmente é o governador do estado de Roraima, foi eleito governador pelo Partido Social Liberal (PSL) no segundo turno das eleições de 2018. No mesmo ano, nomeado pelo presidente Michel Temer, assume a responsabilidade de interventor federal no estado, passando a exercer todas as funções do cargo de governador. A posse do cargo oficial de governador do Estado ocorreu no dia 1º de janeiro de 2019. Em setembro de 2021, filiou-se ao PP, sendo reeleito no primeiro turno nas eleições de 2022. Em agosto de 2023, teve seu mandato cassado pelo TRE estadual de Roraima, a decisão cabe recurso no TSE. A decisão foi confirmada em novembro, ainda cabendo recurso. Em Dezembro do mesmo ano foi cassado pela segunda vez, e em janeiro de 2024, pela terceira, ainda cabendo recurso.

## Biografia
Antonio Delarium nasceu em 3 de março de 1964 em Anápolis, Goiás. É filho de Valdivina e Olivério Almeida e casado com Simone há 12 anos e tem três filhos: Carolina, Gabriel e João Antônio.
Desde os 25 anos de idade, Denarium tornou-se gerente titular do Banco Bamerindus e, em 1994, chegou a Roraima com o propósito de chefiar a filial da empresa no Estado, que posteriormente foi comprada pelo HSBC. No novo estado, atuou no setor financeiro, criando a Denarium Fomento Mercantil, e no setor agropecuário. Em 2014, a companhia foi fechada e deu lugar a Denarium Empreendimentos Imobiliários, tendo em vista a administração de imóveis. Posteriormente, tornou-se diretor presidente do Frigo 10, maior frigorífico do Estado, e diretor da Coopercarne Cooperativa dos Produtores de Carne de Roraima.

## Carreira política
Denarium estreou na política em 2010, como candidato pelo Partido Popular Socialista (PPS), sendo primeiro suplente de Marluce Pinto (PSDB). A chapa, contudo, não foi eleita, perdendo para Romero Jucá (PMDB) e Ângela Portela (PT).
Em 2018, filiado ao Partido Social Liberal (PSL), Denarium se candidatou ao governo de Roraima pela coligação Agora é Roraima com tudo, tendo como vice o médico Frutuoso Lins, do PTC. No primeiro turno, alcançou a marca de 42,2% dos votos válidos contra 38,7% de José de Anchieta Júnior, ex-governador, e 11,1% de Suely Campos. Segundo diversos meios de comunicação, a chegada do político ao segundo turno foi impulsionada pela busca da renovação política num contexto de crise econômica brasileira e pelo apoio público ao candidato à presidência do Brasil Jair Bolsonaro. Em 28 de outubro, elegeu-se governador com 53,3% dos votos válidos.
Em 2010, declarou ao Tribunal Superior Eleitoral possuir R$ 2,4 milhões.. Já em 2018, declarou ao mesmo tribunal a posse de um patrimônio de R$ 15 milhões.

### Interventor federal
Em 7 de dezembro de 2018, em meio a uma grave crise financeira e de segurança pública no estado, Denarium foi nomeado pelo presidente Michel Temer como interventor federal em Roraima. A medida, negociada com a governadora Suely Campos, transferiu todos os poderes do governo estadual para Denarium, que na prática assumiu antecipadamente o cargo pelo qual foi eleito.

### Governador de Roraima
Aliado de Jair Bolsonaro durante a campanha, o político defendeu o fechamento da fronteira com a Venezuela como forma de conter a crise imigratória, atribuindo aos venezuelanos a responsabilidade pelos casos de violência. Em decorrência, as situações conflituosas na fronteira têm sobrecarregado a assistência de saúde do Estado, que decretou estado de calamidade pública na saúde em fevereiro de 2019. A intenção de Denarium com o alarme seria agilizar a compra de materiais necessários aos procedimentos médicos e remédios.
Em agosto de 2019, o vice-governador de Roraima, Frutuoso Lins (SD), rompeu politicamente com Antonio Denarium. Segundo Lins, Antonio Denarium não tem realizado as promessas de campanha e sua posição no governo é decorativa. Apesar disso, Frutuoso não renunciou ao cargo.
Em 2020, seguiu o presidente e desfiliou-se do PSL, partido na qual era filiado desde 2018. Em uma de suas redes sociais disse que seguirá o presidente na criação de seu partido. Sua saída foi oficializada em maio de 2020.
No mesmo ano, por meio de um rede social, informou que havia contraído o Covid-19. O governador se isolou junto a sua família.
Em agosto de 2023, teve seu mandato cassado pelo TRE estadual de Roraima por distribuir cestas básicas durante as eleições de 2022, quando se elegeu para exercer seu segundo mandato à frente do Executivo estadual. A decisão foi confirmada em novembro, ainda cabendo recurso. Em Dezembro do mesmo ano foi cassado pela segunda vez, essa por executar reformas nas casas de eleitores roraimenses, por meio do programa “Morar Melhor”, em 2022 — ano de eleição. Já em janeiro de 2024, foi cassado pela terceira vez, essa junto de sua chapa, acusado de ter usado mais de R$ 90 milhões em recursos públicos para se reeleger em 2022. A relatora, no caso, também pediu sua inegibilidade por 8 anos.
A Assembleia Legislativa de Roraima aceitou no dia 2 de julho um pedido de impeachment contra Denarium. As denúncias foram apresentadas em 19 de junho por Rudson Leite e Fábio Almeida, lideranças políticas no estado.

## Desempenho Eleitoral
| Ano  | Eleição              | Partido | Cargo                                             | Coligação                                                                   | Votos              | %                 | Resultado  | Ref    |
| ---- | -------------------- | ------- | ------------------------------------------------- | --------------------------------------------------------------------------- | ------------------ | ----------------- | ---------- | ------ |
| 2010 | Estaduais em Roraima | PPS     | 1° Suplente Senador Titular: Marluce Pinto (PSDB) | União por Roraima (PSDB, DEM, PMDB, PR, PPS, PTN)                           | 90.938             | 21,42% (3º Lugar) | Não eleito | [ 32 ] |
| 2018 | Estaduais em Roraima | PSL     | Governador Vice: Frutuoso Lins (PTC)              | Agora é Roraima com Tudo (PSL, PTC, PRB, PRP, PROS, PSC, PPL e PATRI)       | 113.468 (1º Turno) | 42,27% (1º)       | Eleito     | [ 33 ] |
| 2018 | Estaduais em Roraima | PSL     | Governador Vice: Frutuoso Lins (PTC)              | Agora é Roraima com Tudo (PSL, PTC, PRB, PRP, PROS, PSC, PPL e PATRI)       | 136.612 (2º Turno) | 53,34% (1º)       |            | [ 33 ] |
| 2022 | Estaduais em Roraima | PP      | Governador Vice: Edilson Damião (REPUBLICANOS)    | Roraima Trabalhando e Deus Abençoando (PP, REPUBLICANOS, PSD, PRTB e UNIÃO) | 163.167            | 56,47%            | Eleito     | [ 34 ] |

## Controvérsias

### Compra de votos
Antonio Denarium e Frutuoso Lins enfrentaram um processo de cassação na Justiça Eleitoral por suposta compra de votos e caixa 2 movido pelos candidatos que perderam a eleição para o cargo de governador de Roraima no 2° turno, José de Anchieta (PSDB), falecido, e Abel Galinha (DEM). Em outros processos de cassação a chapa também é acusada de abuso de poder econômico, praticar fraude e corrupção. Todos os processos tem em comum a citação de uma planilha supostamente criada para controlar arrecadações e gastos ilícitos.  Em julho de 2020, por 4 votos a 3, o TRE de Roraima julgou as acusações improcedentes por falta de provas e embasamento nas denúncias.

### Nepotismo
Antonio Denarium nomeou sua irmã, Vanda Garcia de Almeida, e seu sobrinho, Samuel Garcia de Oliveira, nas secretarias de Trabalho e Bem Estar Social (Setrabes) e Cultura (Secult), ambas geridas por cunhadas do governador. As nomeações tiveram forte repercussão, sendo amplamente entendidas como nepotismo. Após protestos, o governador recuou e exonerou seus familiares.

### Pedidos de impeachment
Em março de 2019, o senador Telmário Mota (Pros) deu entrada em um pedido de impeachment sobre a gestão do governador Antonio Denarium. Na acusação, o senador afirmava que Denarium teria incorrido em crime de responsabilidade quando tratara de acordos políticos com o grupo guerrilheiro paramilitar Tupamaros, em meio aos conflitos na fronteira com a Venezuela. Em pronunciamento dado à imprensa, o governador reiterou que tratou apenas de questões comerciais com os membros do movimento revolucionário, não envolvendo, portanto, nenhuma quebra legislativa ou risco à segurança nacional.
No total, o governador chegou a ter sete pedidos protocolados, sendo que o último desses, em junho de 2024, foi aceito e levou à abertura do processo de impeachment em julho.

### Superfaturamento na Saúde
Em meio a pandemia da COVID-19, descobriu-se suspeitas de superfaturamento por parte do secretário da saúde, na compra de respiradores e de ampolas cirúrgicas por parte da SESAU-RR ( Secretaria de Estado da Saúde de Roraima). O estado comprou 30 aparelhos, custando cerca de R$ 200 mil cada, após comprar outros 50 aparelhos ao custo de R$ 44 mil cada.O governador de Roraima acabou exonerando pela internet o secretário, Francisco Monteiro Neto. O vice-governador, Frutuoso Lins (SD), pediu à Polícia Federal, Ministério público Federal, Ministério Público de Roraima e ao Tribunal de Contas apurações sobre o caso. Pelos fatos expostos, no dia 6 de maio de 2020, seis deputados estaduais protocolaram um pedido de impeachment sobre a gestão do governador.

### Apreensão de drogas
Em janeiro de 2024, 200 quilos da droga skank teria sido apreendida pela polícia civil em uma fazenda de propriedade do governador.